# Michał Żyro
Michał Żyro, né le 20 septembre 1992 à Varsovie, est un footballeur international polonais. Il occupe actuellement le poste de milieu de terrain voire d'attaquant au Wisła Cracovie.

## Biographie

### Formation et débuts
Né à Varsovie, Michał Żyro commence à jouer au football au KS Piaseczno, petit club situé non loin de la capitale.
En 2004, il rejoint le centre de formation du Legia Varsovie, l'un des clubs les plus titrés de Pologne. Il y reste cinq années avant d'être incorporé à l'équipe première du Legia, lors de la saison 2009-2010. Le 20 novembre 2009, lors du derby de Varsovie, l'entraîneur Jan Urban le lance pour la première fois sur le terrain, pour les toutes dernières minutes du match. Cinq jours plus tard, Żyro dispute son deuxième et dernier match professionnel de la saison, lors des huitièmes de finale de la Coupe de Pologne. Par la suite, il ne jouera plus qu'avec l'équipe réserve.
À tout juste dix-huit ans, Żyro est peu à peu intégré au monde professionnel. Il ne dispute par exemple que huit matches lors de la saison 2010-2011.

### S'impose en première division avec le Legia
Lors de la saison 2011-2012, Michał Żyro prend une plus grande place dans l'effectif du Legia. Après un premier match européen disputé contre Gaziantepspor, en Ligue Europa, il est titulaire pour la première fois en championnat lors de la deuxième journée, face au Cracovia. Alternant entrées en cours de jeu et titularisations, il partage sa place au milieu de terrain avec un autre jeune du club, Rafał Wolski. Il participe ainsi à la course au titre en Ekstraklasa, finalement perdue par le Legia pour trois points de différence avec le Śląsk Wrocław, et au succès en Coupe de Pologne, dont il termine co-meilleur buteur avec Tsvetan Genkov, et termine la saison avec pour statistiques quarante-trois matches disputés toutes compétitions confondues et cinq buts inscrits.
Żyro commence la saison suivante sur le même rythme, mais une gêne récurrente aux adducteurs l'oblige à se faire opérer en décembre 2012, et l'éloigne des terrains durant quasiment six mois. Il assistera donc des tribunes au sacre de son équipe en championnat et en coupe.
Rétabli pour le début de saison 2013-2014, Żyro joue son premier match de Ligue des champions à l'occasion du deuxième tour préliminaire, contre The New Saints (victoire trois buts à un au pays de Galles). Il retrouve par la suite sa place dans le groupe, et gagne même le statut de titulaire. Auteur de bonnes prestations avec le Legia, il est appelé par le sélectionneur Adam Nawałka pour une rencontre amicale opposant la Pologne à l'Allemagne en mai 2014, et fait ses débuts internationaux lors de ce match en entrant avant l'heure de jeu. Il termine la saison sur un nouveau titre en championnat, obtenu assez facilement, le club de la capitale ayant occupé la tête du classement dès la sixième journée sans jamais plus la lâcher.

### Départ en Angleterre
Le 24 décembre 2015, le club anglais de Wolverhampton, alors dix-septième de Championship, annonce l'arrivée du joueur en janvier 2016. Il signe un contrat de trois ans et demi avec les Wolves, alors que celui qui le liait avec le Legia prenait fin en juin 2016. Le 9 janvier, le Polonais fait ses débuts avec son nouveau club, lors du troisième tour de Coupe d'Angleterre contre West Ham. Une nouvelle fois titulaire à la pointe de l'attaque trois jours plus tard, il marque ses deux premiers buts en championnat, qui permettent à Wolverhampton de l'emporter face à Fulham. Il marque à nouveau contre Cardiff City quatre jours plus tard, toujours en championnat. Alors qu'il s'est imposé dans le onze de départ, Żyro se blesse sérieusement à la fin du mois de janvier, et est éloigné des terrains durant six semaines. De retour à la compétition vers le début du mois de mars, le Polonais retrouve sa place avant de se blesser à nouveau, cette fois-ci très gravement, après un violent tacle de son adversaire au niveau du genou. Touché au ligament collatéral fibulaire, il devrait être absent entre dix et douze mois.
Le 22 janvier 2018, il est prêté au Charlton Athletic,.
Le 31 août 2018, il est de nouveau prêté, cette fois dans le club polonais du Pogoń Szczecin, qui évolue alors en Ekstraklasa.

## Statistiques détaillées
| Saison                | Club                     | Championnat           | Championnat | Championnat | Coupe(s) nationale(s) | Coupe(s) nationale(s) | Supercoupe | Supercoupe | Compétition(s) continentale(s) | Compétition(s) continentale(s) | Compétition(s) continentale(s) | Pologne | Pologne | Total | Total |
| Saison                | Club                     | Division              | M.          | B.          | M.                    | B.                    | M.         | B.         | Comp.                          | M.                             | B.                             | M.      | B.      | M.    | B.    |
| 2009-2010             | Legia Varsovie           | Ekstraklasa           | 1           | 0           | 1                     | 0                     | -          | -          | -                              | -                              | -                              | -       | -       | 2     | 0     |
| 2010-2011             | Legia Varsovie           | Ekstraklasa           | 6           | 0           | 2                     | 0                     | -          | -          | -                              | -                              | -                              | -       | -       | 8     | 0     |
| 2011-2012             | Legia Varsovie           | Ekstraklasa           | 25          | 1           | 7                     | 4                     | -          | -          | C3                             | 11                             | 0                              | -       | -       | 43    | 5     |
| 2012-2013             | Legia Varsovie           | Ekstraklasa           | 9           | 2           | 3                     | 2                     | -          | -          | C3                             | 5                              | 1                              | -       | -       | 17    | 5     |
| 2013-2014             | Legia Varsovie           | Ekstraklasa           | 23          | 4           | -                     | -                     | -          | -          | C1+C3                          | 6+2                            | 0+0                            | 2       | 0       | 33    | 4     |
| 2014-2015             | Legia Varsovie           | Ekstraklasa           | 27          | 5           | 5                     | 3                     | -          | -          | C1+C3                          | 4+9                            | 3+0                            | 2       | 0       | 47    | 11    |
| 2015-2016             | Legia Varsovie           | Ekstraklasa           | 5           | 1           | 1                     | 0                     | 1          | 1          | C3                             | 4                              | 0                              | -       | -       | 11    | 2     |
| Sous-total            | Sous-total               | Sous-total            | 96          | 13          | 19                    | 9                     | 1          | 1          | -                              | 41                             | 4                              | 4       | 0       | 161   | 27    |
| 2015-2016             | Wolverhampton            | Championship          | 6           | 3           | 1                     | 0                     | -          | -          | -                              | -                              | -                              | -       | -       | 7     | 3     |
| 2016-2017             | Wolverhampton            | Championship          | -           | -           | -                     | -                     | -          | -          | -                              | -                              | -                              | -       | -       | 0     | 0     |
| 2017-2018             | Wolverhampton            | Championship          | -           | -           | 2                     | 0                     | -          | -          | -                              | -                              | -                              | -       | -       | 2     | 0     |
| Sous-total            | Sous-total               | Sous-total            | 6           | 3           | 3                     | 0                     | -          | -          | -                              | -                              | -                              | -       | -       | 9     | 3     |
| 2017-2018             | Charlton Athletic (prêt) | League One            | 14          | 3           | -                     | -                     | -          | -          | -                              | -                              | -                              | -       | -       | 14    | 3     |
| 2018-2019             | Pogoń Szczecin (prêt)    | Ekstraklasa           | 11          | 1           | -                     | -                     | -          | -          | -                              | -                              | -                              | -       | -       | 11    | 1     |
| 2019-2020             | Korona Kielce            | Ekstraklasa           | 13          | 0           | 1                     | 0                     | -          | -          | -                              | -                              | -                              | -       | -       | 14    | 0     |
| 2019-2020             | Stal Mielec (prêt)       | I liga                | 14          | 6           | 1                     | 0                     | -          | -          | -                              | -                              | -                              | -       | -       | 15    | 6     |
| Sous-total            | Sous-total               | Sous-total            | 52          | 10          | 2                     | 0                     | -          | -          | -                              | -                              | -                              | -       | -       | 54    | 10    |
| 2020-2021             | Piast Gliwice            | Ekstraklasa           | 26          | 4           | 4                     | 0                     | -          | -          | C3                             | 3                              | 1                              | -       | -       | 33    | 5     |
| 2021-2022             | Piast Gliwice            | Ekstraklasa           | 4           | 0           | -                     | -                     | -          | -          | -                              | -                              | -                              | -       | -       | 4     | 0     |
| Sous-total            | Sous-total               | Sous-total            | 30          | 4           | 4                     | 0                     | -          | -          | -                              | 3                              | 1                              | -       | -       | 37    | 5     |
| 2021-2022             | Jagiellonia Białystok    | Ekstraklasa           | 13          | 1           | -                     | -                     | -          | -          | -                              | -                              | -                              | -       | -       | 13    | 1     |
| 2022-2023             | Wisła Cracovie           | Ekstraklasa           | 27          | 4           | 2                     | 0                     | -          | -          | -                              | -                              | -                              | -       | -       | 29    | 4     |
| 2023-2024             | Wisła Cracovie           | Ekstraklasa           | 8           | 1           | 3                     | 0                     | -          | -          | -                              | -                              | -                              | -       | -       | 11    | 1     |
| Sous-total            | Sous-total               | Sous-total            | 35          | 5           | 5                     | 0                     | -          | -          | -                              | -                              | -                              | -       | -       | 40    | 5     |
| Total sur la carrière | Total sur la carrière    | Total sur la carrière | 232         | 35          | 33                    | 9                     | 1          | 1          | -                              | 44                             | 5                              | 4       | 0       | 314   | 50    |

1. ↑  Jusqu'en décembre 2015.

## Palmarès

### Collectif
- Championnat de Pologne : 2013, 2014 et 2016
- Vainqueur de la Coupe de Pologne : 2012 et 2015

### Individuel
- Meilleur buteur de la Coupe de Pologne : 2012